# Bitka za Kakanj 1993.
Bitka za Kakanj bila je bitka Hrvata Srednje Bosne u obrani od bošnjačke agresije na prostore Kaknja i kakanjskog kraja naseljene Hrvatima.

## Prije borbe
Hrvatsko pučanstvo na prostoru općine Kakanj odmah se organiziralo oduprijelo velikosrpskoj agresiji na Bosnu i Hercegovinu. Osnovali su HVO radi što više okupljanja ljudstva za otpor agresoru. Hrvati su prepoznali opasnost i svi su u HVO-u. Muslimani su isprve neodlučni i tek su pojedinci uz HVO. Organizirali su poslije postrojbu Armije BiH. Srpsko pučanstvo neutralizirano je političkim činom, uspješno je razoružano i nije se oružano sukobilo na području kakanjske općine. 
Zbog srpske agresije na BiH, na prostore Srednje Bosne slilo se mnogo muslimansko-bošnjačkih izbjeglica i prognanika. 
No prije bošnjačke službene inačice početka rata u travnju 1992., još veljače 1992. Armija BiH, mjesecima prije nego što je VRS osvojila Jajce, Dobretić i Kotor-Varoš, imala je plan za osvajanjem Središnje Bosne. Veljače 1992. bilo je prvo veliko vojno savjetovanje u selu Mehuriću kod Travnika, poznato poslije po mudžahedinskom vojnom logoru i zatvoreničkom logoru za Hrvate. Sefer Halilović ustvrdio je tad da postoji 70 tisuća naoružanih vojnika "koji će silom spriječiti uspostavu HZHB u Središnjoj Bosni".
Već svibnja 1992. godine bili su napeti odnosi između Muslimana-Bošnjaka i Hrvata.
Sredinom 1992. srednjobosanske organizacije HDZ BiH i SDA ratovale su priopćenjima, gdje je SDA neutemeljeno optuživala HDZ za „podjelu Bosne“, zaboravljajući prijašnje ponude Izetbegovića Karadžiću, te za „uspostavu nelegitimne Hrvatske Republike Herceg- Bosne“, a HDZ BiH skretao je pozornost na to priopćenjima da „SDA stvara islamsku republiku u srcu Europe u kojoj Hrvatima nema mjesta“. Šikarniranja Hrvata počela su još te godine pa su Hrvati iz Zenice slali apele već ljeta 1992. godine. Hrvate su Muslimani masovno otpuštali iz javnih poduzeća, RTV Zenica o Hrvatima je govorila kao „ustašama“, muslimanski mediji umanjivali su doprinos zeničkih brigada HVO-a u borbi protiv VRS, pa su bili prvi incidenti i ubojstva. Srbi Središnje Bosne uglavnom su napustili ove prostore, a preostali su bili uz HVO-u. Držali su se dogovora te HVO-u predali oružje i vojarne JNA u Središnjoj Bosni, te priznali lojalnost HVO-u.
29. kolovoza 1992. TO BiH aktivirala je tobože "obrambeni" Plan Be, u stvari muslimanskobošnjački osvajački plan, kako je tijek događaja pokazao.
Zle namjere muslimansko-bošnjačke vlasti u Kaknju vidjele su se brzo. Pritiskale su Hrvate na razne načine, isprva verbalno potom fizički. Ponižavanja sve brojnija. Hrvatske nacionalne simbole - hrvatsku trobojnici i grbu su kidali i palili. Nakon verbalnih zlodjela, Muslimani postavljaju barikade, razoružavaju i uhićuju pojedine pripadnike i dužnosnike HVO-a. Slijede prva ubojstva. Od 20. travnja 1992. do 18. svibnja 1993. godine, dok se na području općine Kaknja HVO i ARBiH nisu otvoreno sukobile, razne muslimansko-bošnjačke formacije ubile su osam Hrvata. 
17. ožujka 1993. godine u Kaknju se s položaja Armije BiH pucalo i ranilo djevojčicu Gordanu Radoš, dok su zapovjednika HOS-a u Kaknju Ivu Vuletića vojnici Armije BiH istog dana. Naoružani pojedinci iz Armije BiH nastoje istjerati Hrvate iz njihovih stanova i kuća. 23. ožujka pripadnici ARBiH strgali su, pokidali i spalili dvije hrvatske u selu Bilješevu. 24. ožujka uhitili su dva vojna policajca HVO-a. Na prometnici Bugojno - Novi Travnik Vojnici Armije BiH ubili su dva kakanjska Hrvata vojnika HVO-a. 
Vance – Owenov plan predvidio je Središnju Bosnu kao Provinciju 10 sa sjedištem u Travniku i s relativnom hrvatskom većinom. Siječanjska agresija na Hrvate u Uskoplju i drugdje pokazala je prave namjere Muslimana. Tjedan i pol prije napada, 4. travnja, Sefer Halilović iznio stavove Glavnog stožera Armije BiH o Vance-Owenovom planu, zaključivši da je „opasnost po državu BiH to što rješenje rata ne bi uslijedilo kao temeljita vojna pobjeda nad agresorom“.
Načelnik općine bio je pripadnik ARBiH i Patriotske lige Kemal Čelebić, ekstremno nacionalistički nastrojeni političar koji je aktivno radio na sukobljavanju Hrvata i Muslimana. i zalagao se za etničko čišćenje općine Kaknja od hrvatskog puka.

## Napad
Skupina stranih plaćenika u Armiji BiH spalila je hrvatsku zastavu u selu Čatićima. U Kaknju je Sejo Kezić, pripadnik postrojbe koju je organizirao imam Ševal Omerspahić ubio je nožem stariju Hrvaticu. 
15. travnja 1993. poduzele su muslimanske snage poduzele su veliki napad na HVO na Vitez, Busovaču, Kiseljak, Zenicu, Kakanj, Fojnicu, uz neprekidno granatiranje Novog Travnika. Snažno topničko-pješački napali Busovaču sa šest brigada iz Zenice i Kaknja. Muslimanske snage demolirale su zgradu HVO-a u Kaknju i ubile jednog vojnika HVO. Napali su dijelove Kaknja. Planirali su razbiti hrvatske prostore na manje enklave i osvojiti hrvatske enklave. Uz pomoć brigada Armije BiH iz Visokog i Kaknja, gdje su bile brojčano nadmoćne prema Hrvatima, pokušali su Muslimani podijeliti kiseljačku enklavu i prekinuti komunikaciju između HVO-a Fojnica i HVO-a Kiseljak te zauzeti Zenicu, koja je pala u lipnju. Operativna zona HVO-a Središnja Bosna poslala je dramatična upozorenja o stanju u Središnjoj Bosni Mati Bobanu, Franji Tuđmanu, UN-u, međunarodnim ordganizacijama. 
Premijer Vlade Hrvatske zajednice Herceg- Bosne, Jadranko Prlić je 20. travnja 1993. godine izjavio da se „nisu sukobili muslimanski i hrvatski narod, nego su sukobe izazvali ekstremni elementi Armije BiH. Prije svega riječ je o Konjicu, Zenici, a odnosi su se pogoršali i u Varešu, Žepču, sukoba ima i u Vitezu, Novom Travniku i Travniku. Radi se, dakle, o globalnom pokušaju napada u skladu s poznatim planom pojedinaca i grupa koje ne prihvaćaju Vance-Owenov plan i koji smatraju da je BiH isključivo muslimanska država“.  Nakon ove izjave je zapovjednik 3. korpusa Armije BiH Enver Hadžihasanović zapovijedio razoružavanje HVO Kiseljak, Busovača, Kakanj, Vitez, Novi Travnik, Travnik, Vareš, Žepče, presijecanje komunikacije Kiseljak – Busovača, prelazak u ofenzivna djelovanja i razbijanje HVO-a, te kad se steknu uvjeti onda i HVO Bugojna i HVO Uskoplja. Podla muslimanskobošnjačka propaganda RTV Zenica i Radio Sarajeva izvješćivala je izmišljene vijesti o "velikom broju postrojbi HV-a u Središnjoj Bosni", optužujući HVO "za podjelu Bosne i suradnju s četnicima", premda je Hrvatska krvavo bojevala protiv pobunjenih Srba, teritorijalna cjelovitost nije bila sigurna, i još uvijek zaliječivala rane od teške Operacije Maslenica i velikosrpske protuofenzive u kojoj se Srbija angažirala cijelom divizijom dobrovoljaca i brojnim stručnim osobljem.
Travanjska ofenziva Armije BiH nije u potpunosti uspjela. Budući da je embargo na naoružavanje ostao i muslimanskobošnjačka diplomacija nije ishodila skidanje embarga samo za sebe, KOS-ovac iz JNA, sada visokopozicionirani oficir   ABiH Sefer Halilović zaključio je da će 3. korpus se pojačati kad UN odredi demilitarizirane zone u istočnoj Bosni. Dok je to Hrvatima davalo nadu da bi tako mogle biti proglašene demilitarizirane zone pod zaštitom UN za Hrvate Srednje Bosne i da bi to moglo značiti mogućnost uporabe muslimanskih snaga protiv VRS, rezultat je bio još gori. Halilović je bio stava da čim se proglase te zone za Muslimane u istočnoj Bosne, da će tada će biti trenutak "konačnog obračuna s ustašama na ovom terenu i put u Hrvatsku ili pod crnu zemlju". Plan je bio prebaciti snage u Srednju Bosnu, jer mu neće trebati snage za istočnu Bosnu, jer će mu Muslimane u enklavama štititi UNPROFOR. Štaviše planirao je tamošnje muslimanske postrojbe upotrijebiti za osvajanje zemalja gdje žive Hrvati. Obećavali su im hrvatske kuće i zemljišta. Svibnja 1993. UN zbilja je odredio zone sigurnosti Bihać, Goražde, Sarajevo, Tuzla, Žepa. KOS-ovci u muslimanskom vojnom vrhu još jednom su to okrenule protiv Hrvata. Zloporabile su ruku pomoći koju im je pružila Hrvatska i zatim su postrojbe Armije BiH, osnovane studenoga 1992. u Hrvatskoj (17. i 27. krajiška, brdsko – planinska brigada) krajem svibnja prebačene u Srednju Bosnu. Uopće nisu ratovale protiv VRS u istočnoj Bosni. Uz krajiške brigade, iskoristio je oko osam tisuća vojnika Armije BiH iz srebreničkog džepa za ratovanje u Središnju Bosnu protiv Hrvata.
Skoro 80 tisuća vojnika Armije BiH pritiskale su prostore Hrvata Srednje Bosne, i to 3. korpus i njegove 4 operativne grupe, a OG Lašva u Kaknju na čelu s Nehruom Ganićem.
18. svibnja 1993. godine pokušale su muslimanske postojbe izazvati oružani sukob te u Kaknju bezrazložno uhitili l6 civila Hrvata i Srba koje su zatočili i zlostavljali u motelu "Sretno".
5. lipnja ABiH napala je kakanjsko selo Ričicu. Hrvati su izbjegli u Vareš. Muslimanske postrojbe opljačkale su potom selo i kuće uništile. Etničkog čišćenje sela, izvela je 309. brigada Armije BiH pod zapovjedništvom Džemala Hodžića. 
8. lipnja rano ujutro Armija BiH otvoreno je izvršila agresiju na Hrvatima nastanjena sela u kakanjskoj općini.  
Kakanj je pao 13. lipnja 1993. godine, nakon dva mjeseca.

## Posljedice
HVO su muslimanske snage potpuno uklonile s područja Kaknja. Iz osvojenog Kaknja protjerali su 13 tisuća Hrvata, ubili 22 hrvatska civila i 87 pripadnika HVO-a. Kroz 12 logora pod upravom Muslimana prošlo je 595 zarobljenika a 42 osobe su i danas pod oznakom "nestale". Hrvati su izbjegli ka Varešu. Vareška enklava neko je vrijeme odolijevala.